# Кикапу (индейская резервация, Техас)
Кикапу (англ. Kickapoo Reservation) — индейская резервация народа кикапу, расположенная в южной части штата Техас, США.

## История
В начале XIX века некоторые группы кикапу мигрировали на юг Великих равнин и поселились на территории Техаса. В начале 1860-х годов между ними и евроамериканцами начали происходить вооружённые конфликты и значительная часть техасских кикапу переселилась в Мексику к своим сородичам, которые проживали там с 1852 года. В 1977 году техасские кикапу получили федеральное признание, а в 1984 году в округе Маверик была образована современная резервация.

## География
Резервация состоит из одного участка земли, расположенного в центрально-западной части округа Маверик, вдоль реки Рио-Гранде. Общая площадь Кикапу, включая трастовые земли (0,128 км²),  составляет 0,834 км², из них 0,833 км² приходится на сушу и 0,001 км² — на воду. Штаб-квартира племени находится в городе Игл-Пасс.

## Демография
По данным федеральной переписи населения 2010 года, в резервации проживало 366 человек. Согласно федеральной переписи населения 2020 года в резервации проживало 377 человек, насчитывалось 279 домашних хозяйств и 120 жилых домов. Средний возраст, проживающих в Кикапу, составлял 20 лет. Средний доход на одно домашнее хозяйство в индейской резервации составлял 60 707 долларов США. Около 12,7 % всего населения находились за чертой бедности, в том числе 7 % тех, кому ещё не исполнилось 18 лет, и 14,6 % старше 65 лет.
Расовый состав распределился следующим образом: белые — 6 чел., афроамериканцы — 0 чел., коренные американцы (индейцы США) — 353 чел., азиаты — 0 чел., океанийцы — 0 чел., представители других рас — 2 чел., представители двух или более рас — 16 человек; испаноязычные или латиноамериканцы любой расы составили 23 человека. Плотность населения составляла 452 чел./км².

## Комментарии
1. ↑  Сам город не входит в состав резервации, а является лишь штаб-квартирой племени.